# Louise Colet
Pour les articles homonymes, voir Colet.
Louise Colet, née Louise Révoil le 15 septembre 1810 à Aix-en-Provence et morte le 8 mars 1876 à Paris 5e, est une poétesse et femme de lettres française.

## Biographie
Louise Révoil naît le 15 septembre 1810 à l'hôtel d'Antoine d'Aix-en-Provence,, car l'aile est du bâtiment abrite alors l'administration des Postes dont son père est directeur. Elle est la petit-fille de Jean-Baptiste-Benoît Le Blanc de Servane.
Louise Révoil épouse le 5 décembre 1834 à Mouriès Hippolyte-Raymond Colet, un musicographe et compositeur, professeur de composition au Conservatoire de musique de Paris. Elle le suit à Paris.
Un an après son arrivée à Paris, en 1835, Louise Colet publie ses poèmes et obtient le prix de l’Académie française d'un montant de deux mille francs. Elle obtient quatre prix de l’Académie. Son salon littéraire du no 2 rue Bréda est fréquenté par le monde littéraire parisien, tels que Victor Hugo, Alfred de Musset, Alfred de Vigny, Charles Baudelaire, ainsi que de nombreux peintres et politiciens.

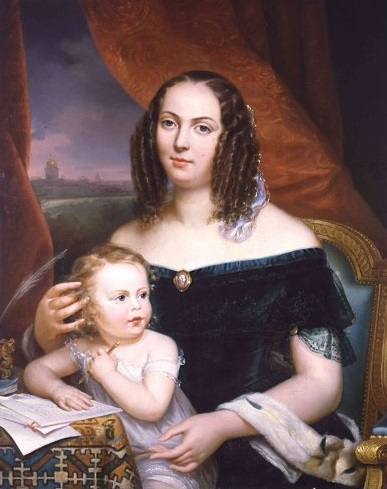
Portrait de Louise Colet avec sa fille Henriette en 1842, par Adèle Grasset.

En 1840, le journaliste Alphonse Karr attribue la paternité de l'enfant qu'elle porte à son amant Victor Cousin dans un article intitulé Une piqûre de Cousin. Furieuse, Louise Colet l'agresse avec un couteau de cuisine qu'elle lui plante dans le dos. Alphonse Karr s'en tire avec une égratignure, et renonce à porter plainte au grand soulagement de Victor Cousin. Il se contente de mettre le couteau dont elle avait voulu le frapper sur une étagère avec cette inscription « Donné par Madame Louise Colet (Dans le dos) ».
La peintre Adèle Grasset réalise en 1842 le portrait de Louise Colet avec sa fille Henriette, qui est conservé au musée Granet d'Aix-en-Provence.
En 1844, Louise Colet publie une traduction des Œuvres choisies de Tommaso Campanella. Dans les années 1840 et 1850, ses œuvres sont plusieurs fois couronnées par des prix littéraires prestigieux, notamment le Prix de l'Académie française.
En 1846, elle rencontre Gustave Flaubert, jeune inconnu dans l'atelier du peintre James Pradier. Il est âgé de 25 ans, elle de 36. Ils deviennent amants. Leur liaison dure jusqu'en 1855, assortie d'une abondante correspondance. Elle quitte son mari en 1847. Pour subvenir à ses besoins et à ceux de sa fille, elle écrit vite et répond à des commandes. Elle raconte dans ses mémentos comment elle doit se battre pour garder son indépendance et tenter d'être reconnue par ses confrères masculins.
Louise Colet s'engage aux côtés des fouriéristes, dont plusieurs adhérents fréquentent son salon, comme le poète Leconte de Lisle. Elle publie, en 1852, un ouvrage sur La colonie agricole et pénitentiaire de Mettray, créée en 1839. La peintre Fanny Chéron fréquente le salon de Louise Colet avec son père Amédée bibliophile. Elle fait le portrait de Juliette[Qui ?] âgée de douze ans.
L’Institut de France lui décerne le prix Lambert en 1857.
Morte le 8 mars 1876 à son domicile parisien de la rue des Écoles, revenant de Verneuil où elle était allée passer quelques jours, Louise Colet est inhumée dans le vieux cimetière de Verneuil-sur-Avre, où résidait sa fille. En 2016, sa tombe est à l'abandon.

## Postérité
Bien que jouissant d'une célébrité personnelle et d'un succès littéraire certains à son époque, l’œuvre de Louise Colet a connu un certain déclin au cours du XXe siècle, absente de la plupart des manuels d'histoire littéraire. Sa rupture difficile avec Gustave Flaubert à partir de 1856 pourrait y être pour quelque chose, celui-ci ayant dès lors dénigré fermement l’œuvre de son ancienne maîtresse, que d'autres comme Victor Hugo acclamaient. Les œuvres de Louise Colet sont redécouvertes avec, en 2014, la réédition de deux de ses romans : Un drame dans la rue de Rivoli et Une Histoire de soldat. En janvier 2021, la Bibliothèque nationale de France  met en avant son roman Lui, paru en 1859.
Le 26 mai 2014, le conseil municipal de Grenoble décide de donner le nom de Louise Colet à un nouveau square dans le quartier Vigny Musset.
À Verneuil-sur-Avre, une rue du lotissement Le Paradis porte son nom depuis 1991.

## Œuvres

### Poésie
- Fleurs du midi, recueil, 1836.
- Penserosa, recueil, 1839.
- À ma mère, poème, 1839.
- Le Musée de Versailles, poème, 1839 (prix de l'académie française).
- Les Funérailles de Napoléon, poème, 1840.
- Poésies de Mme Louise Colet, recueil, 1842.
- Le Monument de Molière, poème, 1843.
- L'empereur de Russie auprès de sa fille mourante, poème, 1845.
- Le marabout de Sidi-Brahim, poème dédié à l'armée, poème, 1845.
- Les Chants des vaincus, recueil, 1846.
- Ce qui est dans le cœur des femmes, recueil, 1852.
- La colonie de Mettray, poème, 1852 (prix de l'académine française).
- Le Poème de la Femme, premier récit, "La Paysanne", 1853.
- Le Poème de la Femme, deuxième récit, "La Servante", 1854.
- L'Acropole d'Athènes, poème, 1854 (prix de l'académie française).
- Ce qu'on rêve en aimant, suivies de L'Acropole d'Athènes, recueil, 1854.
- Quatre poèmes couronnés par l'Académie française, Le Musée de Versailles, Le Monument de Molière, La Colonie de Mettray, L'Acropole d'Athènes, recueil, 1855.
- Le Poème de la Femme, troisième récit, La Religieuse, 1856.

### Prose
- L'Institutrice, 1840.
- La jeunesse de Mirabeau, 1841.
- Deux mois d'émotion, 1843.
- Les Cœurs brisés, 2 volumes, 1843.
- Historiettes morales, 1844.
- Folles et saintes, 1844.
- Le Marquis d'Entrecasteaux, 1849.
- Une Histoire de soldats, 1856.
- Un Drame dans la rue de Rivoli, 1857.
- Lui, roman contemporain, 1858.
- Le Comte de Landevès suivi de la Marquise de Gange, 1858.
- Enfances célèbres, 1862.
- L'Italie des Italiens, 4 volumes, 1862-1864.
- Les Derniers marquis, deux mois aux Pyrénées, 1866.
- Les Derniers abbés, 1868.
- Ces Petits messieurs, 1869.
- La vérité sur l'anarchie des esprits en France, 1873.
- Edgar Quinet, l'esprit nouveau, 1875.
- Les Pays lumineux, 1879.
- Madame Hoffmann Tanska.
- Un Amour en province.
- Madame Duchatelet.

### Théâtre
- La jeunesse de Goethe, comédie en un acte. 1839.
- Charlotte Corday et Madame Roland, tableaux dramatiques, 1842.
- Une famille en 1793, drame en cinq actes en vers. Publié en feuilleton dans La Presse du 10 au 16 septembre 1850.

### Opéra
- L'Abencérage, opéra en deux actes. Livret de Louise Colet et musique d'Hippolyte Colet, 1837.

### Traduction
- Tommaso Campanella, Œuvres choisies (choix de lettres, de poèmes, et La Cité du Soleil), 1844. Publiées en 1998 par les éditions Ressouvenances.

## Statuaire
Louise Colet en « Penserosa » (1837), James Pradier, Musée du Louvre.
Sapho (1848), James Pradier, Musée du Louvre. Louise Colet est le modèle.